# Canton du Port-2
Le canton du Port-2 est un ancien canton de l'île de La Réunion, département d'outre-mer français de l'océan Indien. Il était composé d'une fraction de la commune du Port.

## Histoire
Le canton a été créé par décret du 21 avril 1988 par scission du canton du Port.
Il a été supprimé par le décret du 24 février 2014 dans le cadre du redécoupage cantonal de 2014.

## Représentation
| Période | Période          | Identité            | Étiquette   | Qualité |
| ------- | ---------------- | ------------------- | ----------- | --- |
| 1985    | 1992             | Bruny Payet         | PCR         | Ingénieur électricien, administrateur de presse, secrétaire général de mairie Ancien conseiller général du Canton du Port (1968-1985)        |
| 1992    | 1998             | Jean-Yves Langenier | PCR         | Maire du Port (1994-2014) Elu en 1998 dans le Canton du Port-1                                                                               |
| 1998    | 2001 (démission) | Michel Séraphine    | PCR         | Syndicaliste CGT |
| 2001    | 2003 (démission) | Pierre Vergès       | PCR         | Maire du Port (1989-1994) Conseiller régional Ancien conseiller général du Canton du Port-1 (1985-1998) Elu en 2011 dans le Canton du Port-1 |
| 2003    | 2011             | Monica Govindin     | PCR puis SE | Agent de comptoir |
| 2011    | 2015             | Henry Hippolyte     | PCR         | Cadre administratif, Le Port |